# WTA South Carolina 1987
Il WTA South Carolina 1987 è stato un torneo di tennis giocato sulla terra rossa. È stata la 3ª edizione del torneo, che fa parte del Virginia Slims World Championship Series 1987. Si è giocato a Charleston negli USA dal 30 marzo al 5 aprile 1987.

## Campionesse

### Singolare
Manuela Maleeva ha battuto in finale  Raffaella Reggi con il punteggio di 5–7, 6–2, 6–3

### Doppio
Laura Gildemeister /  Tine Scheuer-Larsen hanno battuto in finale  Mercedes Paz /  Candy Reynolds con il punteggio di 6–4, 6–4